# Downtown Run
Downtown Run est un jeu vidéo de course développé par Ubisoft Bucarest et édité par Ubi Soft, sorti en 2003 sur Windows, GameCube, PlayStation 2 et téléphone mobile.

## Accueil
- Jeux Vidéo Magazine : 12/20 (PC)[1]
- Jeuxvideo.com : 9/20 (PC)[2]